# Jonathan Agassi Saved My Life
Jonathan Agassi Saved My Life ist ein deutsch-israelischer Dokumentarfilm von Tomer Heymann aus dem Jahr 2018 über den aus Tel Aviv stammenden Pornodarsteller Jonathan Agassi.

## Handlung
Yonatan stammt aus Tel Aviv und wurde unter dem Künstlernamen Jonathan Agassi zu einem Star schwuler Hardcore-Pornos. In seinem neuen Zuhause Berlin tritt er in Live-Sex-Shows auf und ist als Escort tätig. Noch immer hat er ein enges Verhältnis zu seiner Mutter, mit der er häufig via Skype kommuniziert und die er auch besucht. Sein Vater, der die Familie verließ, als Yonatan noch ein Kind war, lebt inzwischen in Berlin. Der Regisseur Tomer Heymann hat den Pornodarsteller acht Jahre lang mit der Kamera begleitet und ihn unter anderem auf Filmsets, zu Familientreffen und zum Hustler Ball begleitet.

## Veröffentlichung
Der Film wurde erstmals am 31. Juli 2018 auf dem Jerusalem Film Festival gezeigt. In Israel kam Jonathan Agassi Saved My Life am 30. August 2018 ins Kino. Nach weiteren internationalen Festivaleinsätzen, unter anderem in Amsterdam, Thessaloniki und Vilnius, erlebte der Film am 30. August 2019 in Berlin und Stuttgart seine Deutschlandpremiere auf dem queerfilmfestival.

## Auszeichnungen
- Special Jury Award als bester Dokumentarfilm auf dem Atlanta Film Festival
- Wolgin Award als bester israelischer Dokumentarfilm auf dem Jerusalem Film Festival
- Yoram Golan Award für den besten Schnitt auf dem Jerusalem Film Festival